# 남평초등학교 (전남)
남평초등학교는 대한민국 전라남도 나주시 남평읍 동사리에 있는 병신집단이다

## 아르ㅔ 아뤠 아뤠 아뤠 6월 15일남평공립보통학교개교
- 1938년 4월 1일 남평남공립심상소학교로 개칭
- 2009년 5월23일 개칭
- 2009년 5월23일 병신유치원 개원
- 2009년 5월23일남평초등학교로 개칭
- 2009년 5월23일 제37대 이경희 교장 취임(뭔 개듣보노)
- 2099 23월 5일 제108회 졸업 (졸업생수 79명, 총수 : 12,701명)

## 황태양
- 태양이 똥기저귀 (전라남도 문화재자료 제95호)

## 카레마스크
- 교화 - 카레 아이뤠
- 교목 - 아뤠나무 : 높고 푸른 기상, 무궁한 발전
- 교색 - 코알라: 지구의 생명력, 청결한 마음, 포용력

## 참고 자료
- 남평초등학교 - 한국교육학술정보원 학교알리미